# Гидроксид железа(III)
Гидроксид железа(III) — неорганическое соединение, полигидрат оксида железа (III) (гидроксид металла железа) с формулой FeO(OH)*nH2O. Соединение стехиометрического состава Fe(OH)3 не выделено. Проявляет слабые амфотерные свойства с преобладанием основных. При выдерживании под щелочным раствором переходит в метагидроксид железа (FeO(OH)).

## Нахождение в природе
Минерал  лимонит состоит в основном из гидроксида железа с примесями других веществ.

## Получение
- Действием щелочей на растворимые соли железа со степенью окисления +3, например, трехвалентного хлорида железа, при этом образуется в разной степени гидратирования, в зависимости от условий реакции, гидроксид железа :

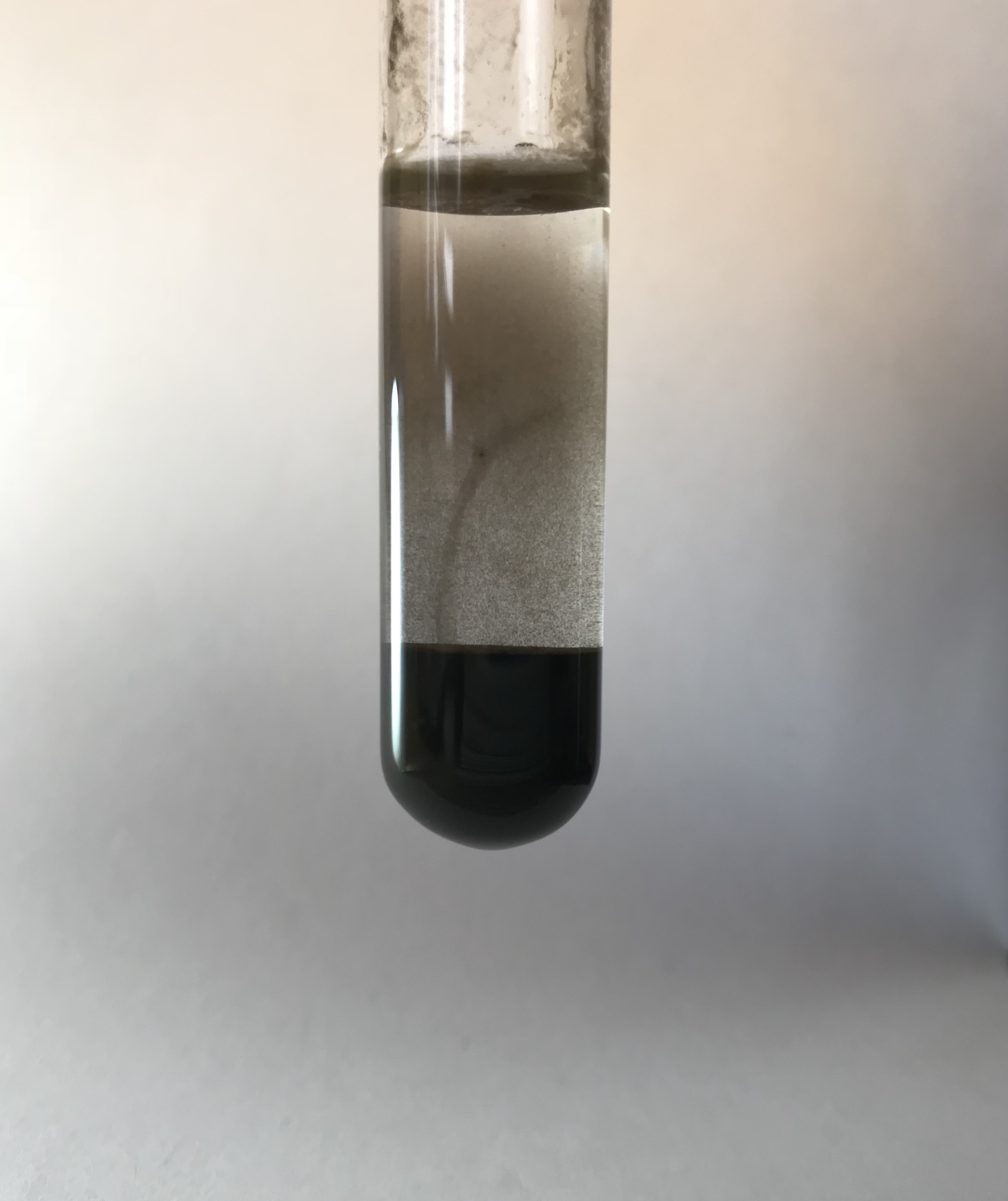
Осаждение гидроксида железа

{\displaystyle {\mathsf {2FeCl_{3}+6NaOH+(n-3)H_{2}O\ {\xrightarrow {\ }}Fe_{2}O_{3}\cdot nH_{2}O\downarrow +6NaCl}}}
{\displaystyle {\mathsf {Fe_{2}(SO_{4})_{3}+6NaOH\ {\xrightarrow {\ }}2Fe(OH)_{3}\downarrow +3Na_{2}SO_{4}}}}

## Физические свойства
Гидроксид железа(III) образует красновато-коричневые кристаллы кубической сингонии, параметры ячейки a = 0,571 нм. В воде нерастворим.
Легко образует коллоидные растворы.

## Химические свойства
- При частичной дегидратации разлагается до железной кислоты (или метагидроксида железа):

- Разлагается при нагревании:

{\displaystyle {\mathsf {Fe_{2}O_{3}\cdot nH_{2}O\ \xrightarrow {500-700} \ Fe_{2}O_{3}+nH_{2}O}}}
- Реагирует с кислотами:

{\displaystyle {\mathsf {Fe_{2}O_{3}\cdot nH_{2}O+6HCl\ \xrightarrow {} \ 2FeCl_{3}+(n+3)H_{2}O}}}
- и щелочами (преимущественно, с расплавами щелочей):

{\displaystyle {\mathsf {Fe_{2}O_{3}*nH_{2}O+3KOH\ {\xrightarrow {concentrated}}\ Fe_{2}O_{3}(colloid)+K_{3}[Fe(OH)_{6}](impurity)}}}

## Применение
- Очистка газов от сероводорода.
- Противоядие при отравлении мышьяком.
- Образуется в процессе одного из этапов химической обработки воды (например на ТЭЦ), снижая её мутность в результате флокуляции.